# Gian Carlo Riccardi
Gian Carlo Riccardi, född 21 oktober 1933 i Frosinone, död där 7 februari 2015, var en italiensk konstnär, målare, teaterregissör, skulptör och författare.

## Biografi

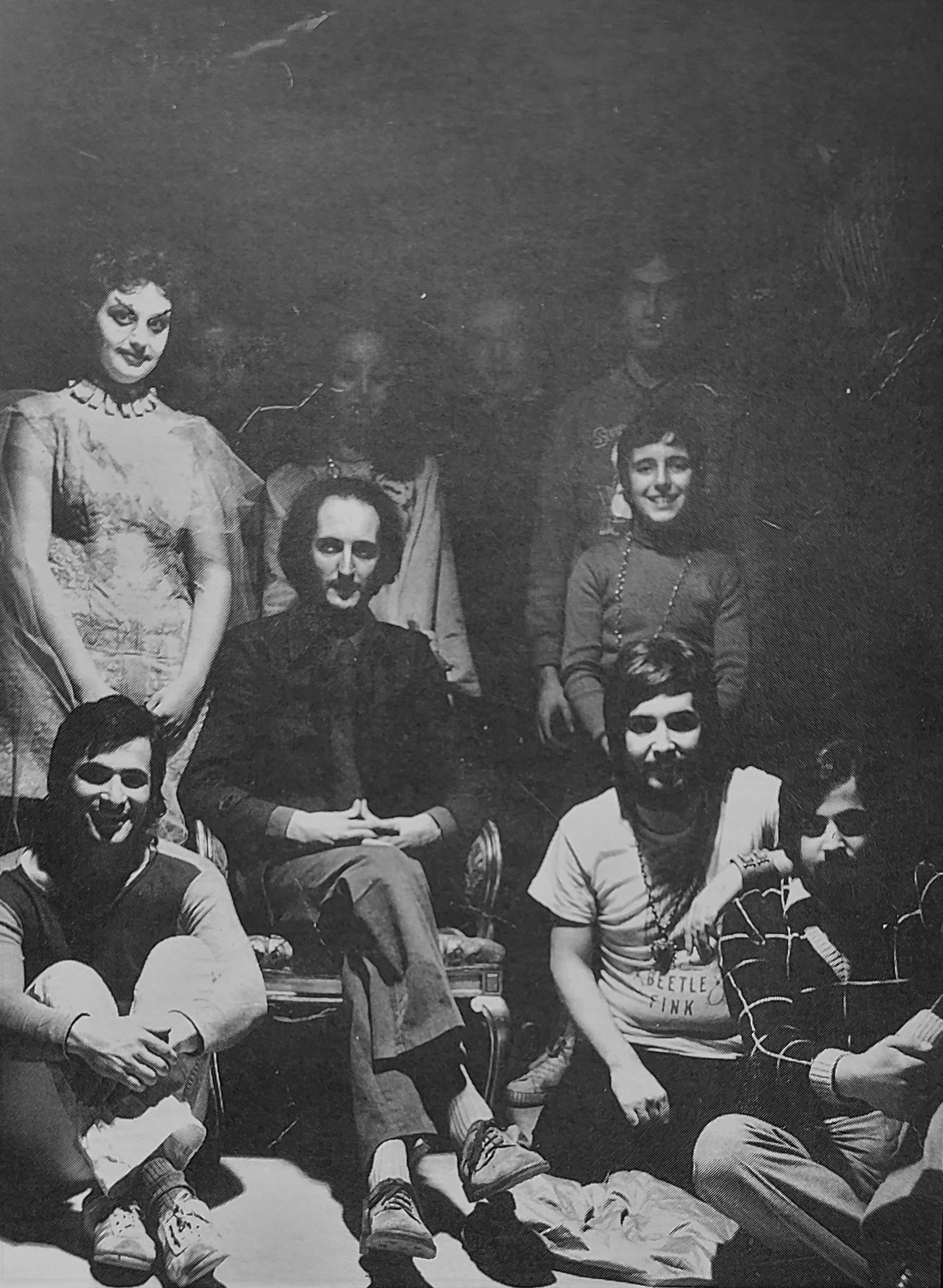
Gian Carlo Riccardi och skådespelarna vid Visual Arts Laboratory Theatre, 1974.

Riccardi var son till advokaten Armando Riccardi och pianisten Rosa Amati. År 1961 tog han examen med utmärkelse i scenografi vid konstakademin i Rom. Därefter erhöll han ett diplom i teater- och filmregi.
Riccardi beskrevs av konstkritikern Enrico Crispolti  som "multimediakonstnär"  och han umgicks med många författare och konstnärer som Achille Bonito Oliva, Alberto Moravia, Cesare Zavattini, Filiberto Menna och André Pieyre de Mandiargues.
Riccardi arbetade som scenograf och regissör på RAI under 1960- och 1970-talet. Han var en del av Roms teateravantgarde och samarbetade med Carmelo Bene, Memè Perlini, Pino Pascali och andra.
År 1961 grundade Riccardi teatergruppen Workshop för visuell konst i Frosinone  och 1962 Teatro Club, en liten teater där han satte upp många pjäser. Hans shower var centrerade kring människans gester och motsägelser. År 1997 grundade han Image Theatre.
Riccardis grafiska och bildmässiga verk behandlar olika teman som det groteska, ironi och barndomens värld. Hans verk har visats på separat- och grupputställningar i Italien och utomlands.

I sina skulpturer använder Gian Carlo Riccardi fattiga material som trä, papper och järn. The Rooms är installationer som skapats sedan 1980-talet. Skulpturerna är gjorda av färgade väggar och vardagsföremål. Riccardi ställde ut sina installationer i Europaparlamentet 1991, på XLV Venedigs konstbiennale  1993 och på Festival för två världar i Spoleto 1995.

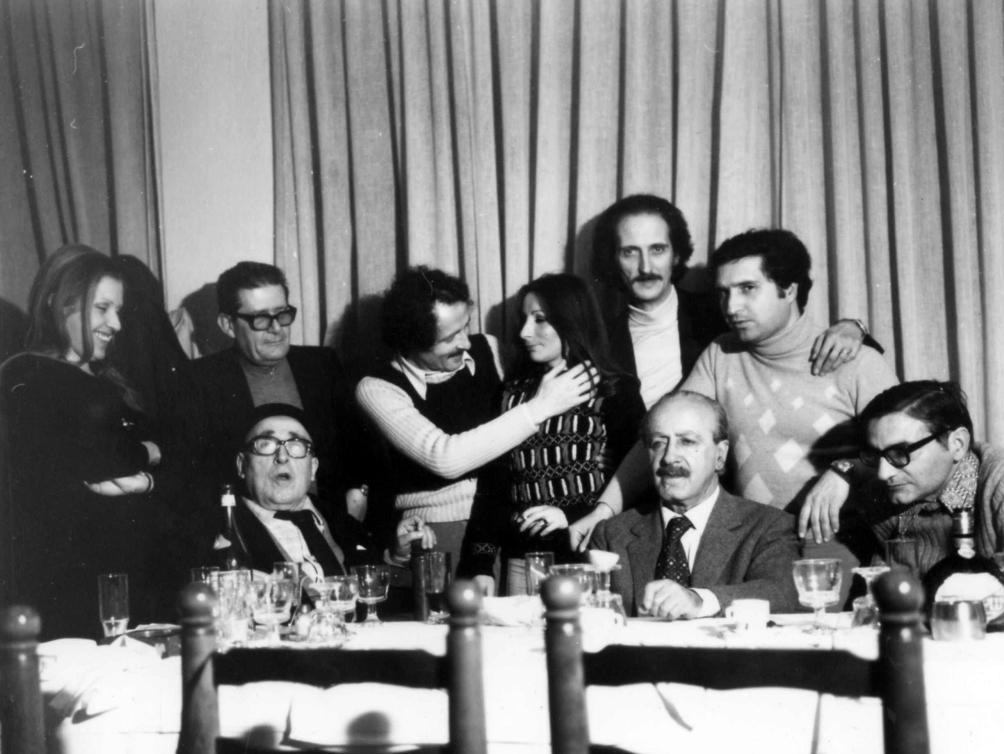
Gian Carlo Riccardi (höger) med Libero De Libero (nederst) och Cesare Zavattini (vänster), 1977.

Han har också skrivit teatermanus, prosa och poetiska texter där teman som minne och barndom dyker upp.
Gian Carlo Riccardi avled i Frosinone den 7 februari 2015.